# ضريبة مبيعات

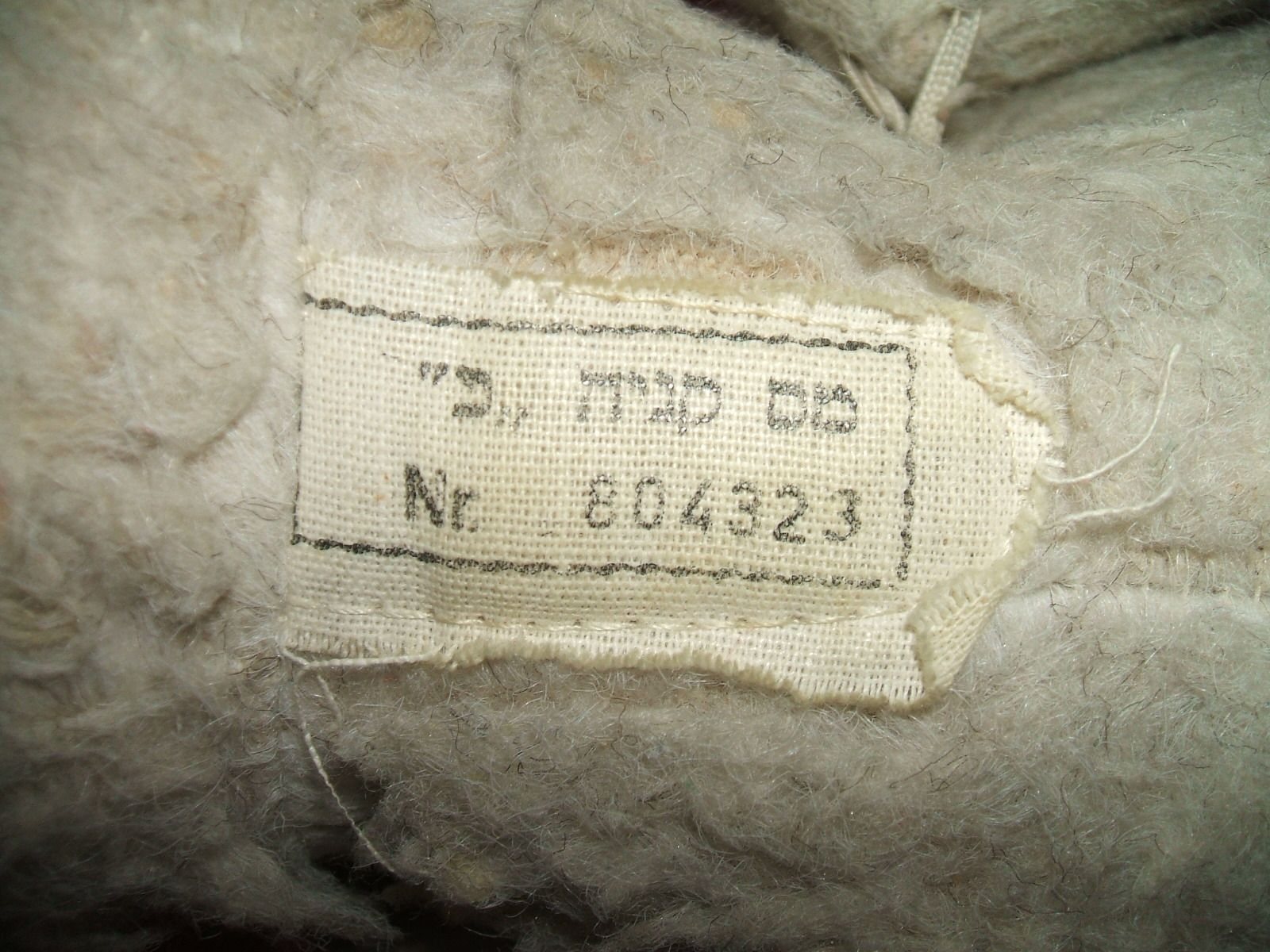

ضريبة المبيعات تفرض على بيع السلعة لمستخدمها النهائي. ولا تحمل المبيعات للشركات في وقت لاحق إعادة بيع البضاعة للضريبة. والمشتري الذي لا يعتبر عادة المستهلك النهائي يتم إصدار «شهادة إعادة البيع» من قبل سلطة فرض الضرائب المطلوبة لتقديم الشهادة (أو رقم المعرف الخاص به) إلى البائع عند نقطة الشراء، جنبا إلى جنب مع بيان أن هذا البند هو لإعادة البيع. وإلا فإن الضريبة على كل بند من بنود التي يتم بيعها للمشترين الذين لا يقدمون مثل هذه الشهادة والذين هم تحت ولاية السلطة ويجب فرض الضرائب عليهم.

## الأنواع
ويوجد هناك أنواع أخرى من ضرائب المبيعات أو الضرائب مماثلة، وتشمل:
- ضريبة المبيعات للصانعين: ضريبة على مبيعات الممتلكات الشخصية الملموسة من قبل الشركات المصنعة والمنتجين
- ضريبة المبيعات بالجملة: ضريبة على مبيعات الجملة من الممتلكات الشخصية الملموسة عندما تكون في شكل حزم وصفقات جاهزة للشحن أو التسليم إلى المستخدمين النهائيين والمستهلكين
- ضريبة المبيعات المجزئة: ضريبة على مبيعات التجزئة من الممتلكات الشخصية الملموسة للعميل النهائي والمستخدمين الصناعيين

إجمالي الإيرادات من الضرائب، تفرض على جميع مبيعات الأعمال التجارية. وقد انتقدت هذه الضريبة بسبب الضريبة المتتالية، التي من خلالها يخضع العنصر للضريبة أكثر من مرة لأنها تشق طريقها من الإنتاج إلى بيع بالتجزئة النهائي.

## الضرائب غير المباشرة
وهي الضريبة التي يتم تطبيقها على نطاق ضيق من المنتجات، مثل البنزين أو الكحول وعادة ما تفرض على المنتج أو تاجر الجملة بدلا من بائع التجزئة.

## الضرائب المباشرة
المفروضة مباشرة على المستهلك من البضائع التي تم شراؤها من دون ضريبة المبيعات، وعموما العناصر التي تم شراؤها من البائع الذي لا يخضع لاختصاص سلطة فرض الضرائب بالمنطقة (على سبيل المثال، بائع في دولة أخرى). وهي الضرائب التي تفرض عادة من قبل الدول مع ضريبة المبيعات، ولكن عادة ما تطبق فقط للعناصر الكبيرة مثل السيارات والقوارب.
دوران ضريبة الأوراق المالية: وهي ضريبة على تجارة الأوراق المالية.

## ضريبة القيمة المضافة
والتي تحمل ضريبة على جميع المبيعات، وبالتالي تجنب الحاجة إلى وجود نظام لشهادات إعادة البيع. يتم تجنب الضريبة المتتالية من خلال تطبيق الضريبة فقط على الفرق («القيمة المضافة») بين الثمن الذي يدفعه المشتري الأول والثمن الذي يدفعه كل مشتر لاحق من نفس البند.
ضريبة المبيعات الاتحادية المقترحة، وتهدف إلى استبدال ضريبة الدخل الاتحادية في الولايات المتحدة.
ضريبة المبيعات المماثلة والتي يتم تطبيقها على السلع الوسيطة وربما عدمها باعتبارها الضرائب غير المباشرة.
معظم البلدان في العالم لديها ضريبة المبيعات أو ضريبة القيمة المضافة على الإطلاق، أو على العديد من المستويات الحكومية الوطنية، والدولية، أو المقاطعة أو المدينة. وفي بلدان أوروبا الغربية، وخاصة في الدول الاسكندنافية لديها بعض الضرائب أعلى من قيمة الضريبة المضافة في العالم. وعلى سبي المثال النرويج والدنمارك والسويد لديها أحواض أعلى بنسبة 25٪، والمجر لديها أعلى بنسبة 27٪. على الرغم من انخفاض بعض المعدلات التي تستخدم في بعض الحالات، كما في محلات البقالة، والفن، والكتب والصحف.
وفي بعض الولايات القضائية للولايات المتحدة، وهناك مستويات متعددة التي تفرض على ضريبة المبيعات من الحكومة. على سبيل المثال، ضريبة المبيعات في شيكاغو (مقاطعة كوك)، IL هو 10.25٪ والدولة 6.25٪، والمدينة 1.25٪، والمقاطعة 1.75٪ وهيئة النقل الإقليمي 1٪ . وشيكاغو لديها ضريبة على المأكولات والمشروبات تقريبا 1٪ (وهو ما يعني تناول الطعام في الخارج تخضع للضريبة في 11.25٪).
وبدأ الآن التحول بالنسبة للضرائب على المبيعات التقليدية لتحل محلها قاعدة أوسع وهي ضريبة على القيمة المضافة. وضريبة القيمة المضافة تقدر بنحو 20 في المئة من العائدات الضريبية في جميع أنحاء العالم، وقد اعتمدت من قبل أكثر من 140 بلد في شتى انحاء العالم. وتعتبر الولايات المتحدة الآن واحدة من البلدان القليلة في العالم التي تحتفظ بضرائب المبيعات التقليدية.
ومن خلال الدراسات التي قام بها الاقتصاديين في منظمة التعاون الاقتصادي والتنمية حول آثار أنواع مختلفة من الضرائب على النمو الاقتصادي في الدول المتقدمة داخل منظمة التعاون والتنمية، ووجدت أن ضريبة المبيعات هي واحدة من أقل ضرائب الضارة للنمو. وهذا لأن نسبة ضريبة المبيعات لا تغيير على أساس دخل الشخص أو الثروة، وتعتبر ضرائب المبيعات عموما رجعية. ومع ذلك، فقد قيل إن أي تأثير ارتدادي من ضريبة المبيعات يمكنه التخفيف، على سبيل المثال، من خلال استبعاد الإيجار، أو عن طريق إعفاء العناصر "الضرورية"، مثل المواد الغذائية والملابس والأدوية. ويعرف باسم ضريبة تنازلية " أي هي الضريبية التي تأخذ نسبة كبيرة من ذوي الدخل المنخفض ومن ذوي الدخل المرتفع. وهي ضريبة تنازلية أي يتم تطبيقها بشكل موحد. وهذا يعني أنه الأفراد ذوي الدخل المنخفض يواجهون أكثر صعوبة في ذلك.
ويمكن فرض ضريبة على المبيعات عن بعد فمثلا في الولايات المتحدة، أو في أي دولة تستخدم قانون الضرائب وقانون ضريبة المبيعات الذي يطبق على الشراء من خارج الدولة كالنظام الإلكتروني مثلا، اوالتجارة الإلكترونية المعروف أيضا باسم «المبيعات عن بعد». وكما نمت مبيعات التجارة الإلكترونية في السنوات الأخيرة، وكان عدم الامتثال لاستخدام الضرائب تأثير سلبي متزايد على إيرادات الدولة. وبذك يجب فرض الضريبة على المبيعات عن بعد، ومع ذلك، فهو أمر صعب. إلا إذا كان البائع في الدولة نفسها، أو العلاقة بين البائع والمشتري تمت داخل الدولة، ولا يمكن أن يطلب من البائع دفع الضرائب بالنسبة لتلك الدولة. وقد تم تعريف هذا القيد كجزء مشروط في التجارة الدولية من قبل المحكمة العليا في القرار 1967 .
أنشأ قانون الحرية الضريبية للإنترنت لعام 1998 لجنة لدراسة إمكانية فرض ضرائب على الإنترنت، ولكن اللجنة لم تقدم أي توصيات رسمية. وفي تقرير صدر في عام 2003، حذر مكتب الميزانية في الكونغرس من العبء الاقتصادي الذي ينتج عن «تعدد النظم الضريبية، وخاصة بالنسبة للشركات الصغيرة».